# Kottweiler-Schwanden
Kottweiler-Schwanden – miejscowość i gmina w Niemczech, w kraju związkowym Nadrenia-Palatynat, w powiecie Kaiserslautern, wchodzi w skład gminy związkowej Ramstein-Miesenbach.